# Discomiosis synnephes
Discomiosis synnephes là một loài bướm đêm trong họ Geometridae.